# 獅穴

獅穴（阿拉伯语：‎）是一个在約旦河西岸地區活动的巴勒斯坦武装组织。 
该组织成立于2022年7月，由25岁的巴勒斯坦人穆罕默德·阿齐兹和28岁的阿卜杜勒·拉赫曼·苏博创立。其名称來自纳布卢斯的一位武装分子易卜拉欣·纳布卢斯，他的绰号為“纳布卢斯之狮” ，他在以色列發動的一場襲擊中身亡。  兩名創始人在成立該組織後不久就在戰鬥中身亡。獅穴的成員大多來自那些反對法塔赫的人員， 该组织的总部位於納布盧斯老城。 
2024年6月6日，美國宣佈制裁狮穴。